# Coupe d'Europe des nations de rugby à XIII 1955-1956
Navigation
Édition précédente Édition suivante
La Coupe d'Europe des nations de rugby à XIII 1955-1956 est la quinzième édition de la Coupe d'Europe des nations de rugby à XIII, elle se déroule du 12 septembre 1955 au 10 mai 1956, et oppose l'Angleterre, la France et Autres Nationalités. Ces trois nations composent le premier niveau européen.

## Classement
| Groupe |                     |   |   |   |   |    |    |     |
|        | Équipe              | J | V | N | D | PP | PC | Pts |
| 1      | Autres Nationalités | 2 | 2 | 0 | 0 | 65 | 35 | 4   |
| 2      | France              | 2 | 1 | 0 | 1 | 42 | 41 | 2   |
| 3      | Angleterre          | 2 | 0 | 0 | 2 | 25 | 56 | 0   |

| 12 septembre 1955 | Angleterre          | 16 - 33 | Autres Nationalités | Central Park, Wigan    |
| 19 octobre 1955   | Autres Nationalités | 32 - 19 | France              | Hilton Park, Leigh     |
| 10 mai 1956       | France              | 23 - 9  | Angleterre          | Stade de Gerland, Lyon |